# Cydonie Mothersille
Cydonie Camille Mothersill-Modibo, kajmanja atletinja, * 19. marec 1978, Kingston, Jamajka.
Nastopila je na poletnih olimpijskih igrah v letih 1996, 2000, 2004 in 2008, ko je osvojila osmo mesto v teku na 200 m. Na svetovnih prvenstvih je v isti disciplini osvojila bronasto medaljo leta 2001, na panameriških igrah srebrno medaljo leta 2003, na igrah Skupnosti narodov pa zlato medaljo leta 2010.